# Miyakawa Daisuke
Daisuke Miyakawa (sinh ngày 6 tháng 10 năm 1979) là một cầu thủ bóng đá người Nhật Bản.

## Sự nghiệp câu lạc bộ
Daisuke Miyakawa đã từng chơi cho Cerezo Osaka, Thespa Kusatsu, Giravanz Kitakyushu và SC Sagamihara.